# 哈氏鱂
哈氏鱂為輻鰭魚綱鯉齒目鯉齒亞目鯉齒鱂科的其中一種，分布於北美洲美國佛羅里達州的Oklawaha河上游湖泊流域，體長可達5公分，棲息在湖泊中底層水域，可做為觀賞魚。

## 擴展閱讀
維基物種上的相關：哈氏鱂